# Беляви (Млавський повіт)
Беляви (пол. Bielawy) — село в Польщі, у гміні Шренськ Млавського повіту Мазовецького воєводства.
Населення — 127 осіб (2011).
У 1975-1998 роках село належало до Цехановського воєводства.

## Демографія
Демографічна структура станом на 31 березня 2011 року:
|          | Загалом | Допрацездатний вік | Працездатний вік | Постпрацездатний вік |
| -------- | ------- | ------------------ | ---------------- | -------------------- |
| Чоловіки | 61      | 11                 | 39               | 11                   |
| Жінки    | 66      | 14                 | 30               | 22                   |
| Разом    | 127     | 25                 | 69               | 33                   |